# Arrondissement électoral de Willisau
L'arrondissement électoral de Willisau (en allemand Wahlkreis Willisau) est l'un des six arrondissements électoraux du canton de Lucerne depuis le 1er janvier 2013.

## Communes
| Nom                    | N° OFS | Population (décembre 2022) |
| ---------------------- | ------ | -------------------------- |
| Alberswil              | 1121   | +000683,                   |
| Altbüron               | 1122   | +001 029,                  |
| Altishofen             | 1123   | +002 006,                  |
| Dagmersellen           | 1125   | +005 807,                  |
| Egolzwil               | 1127   | +001 624,                  |
| Ettiswil               | 1128   | +002 853,                  |
| Fischbach              | 1129   | +000702,                   |
| Grossdietwil           | 1131   | +000876,                   |
| Hergiswil bei Willisau | 1132   | +001 910,                  |
| Luthern                | 1135   | +001 248,                  |
| Menznau                | 1136   | +003 056,                  |
| Nebikon                | 1137   | +002 766,                  |
| Pfaffnau               | 1139   | +002 714,                  |
| Reiden                 | 1140   | +007 415,                  |
| Roggliswil             | 1142   | +000768,                   |
| Schötz                 | 1143   | +004 786,                  |
| Ufhusen                | 1145   | +000934,                   |
| Wauwil                 | 1146   | +002 558,                  |
| Wikon                  | 1147   | +001 486,                  |
| Zell                   | 1150   | +002 119,                  |
| Willisau               | 1151   | +009 108,                  |
| Total                  | Total  | +056 448,                  |